# 朱日爃
朱日爃（？—1645年），字靜之，蘇州府崑山縣人，明朝、南明政治人物。

## 生平
朱日爃是萬曆四十年（1612年）壬子科應天鄉試舉人，曾任懷遠教諭，轉任國子丞；某天因為急著守城，立刻擢任他為工部主事守衛永定門，正當敵衝。解嚴後，朱日爃補任禮部主事，因事連坐事入獄；弘光年間再起用為營繕員外郎、郎中。慈禧殿建成後，他外任建南參政，管理延平府事；但未成行南京已經失守，於是歸鄉哭到去世。兒子朱陛臣歲貢出身，曾擔任富陽知縣；另一名兒子朱琛臣則捨棄諸生身分。

## 引用
1. 1 2  錢海岳《南明史·卷三十·列傳第六》：（朱）日爃，字靜之，崑山人。萬曆四十年舉於鄉。自懷遠教諭遷國子丞。一日城守亟，即擢主事，守永定門，當敵衝。解嚴，補禮部，坐事下獄。
2. ↑  錢海岳《南明史·卷三十·列傳第六》：（弘光）時工部先後司官可紀者，為徐葆初、朱日爃……起營繕員外郎、郎中。慈禧殿成，出為建南參政，管延平府事。未行而南京亡，歸號泣死。子陛臣，字子舒，歲貢，富陽知縣。琛臣，字子通，去諸生。